# Système de numération de la culture des champs d'urnes
|           | 0  |
| /         | 1  |
| //        | 2  |
| ///       | 3  |
| ////      | 4  |
| \         | 5  |
| /\        | 6  |
| //\       | 7  |
| ///\      | 8  |
| ////\     | 9  |
| \\        | 10 |
| /\\       | 11 |
| //\\      | 12 |
| ///\\     | 13 |
| ////\\    | 14 |
| \\\       | 15 |
| /\\\      | 16 |
| //\\\     | 17 |
| ///\\\    | 18 |
| ////\\\   | 19 |
| \\\\      | 20 |
| /\\\\     | 21 |
| //\\\\    | 22 |
| ///\\\\   | 23 |
| ////\\\\  | 24 |
| \\\\\     | 25 |
| /\\\\\    | 26 |
| //\\\\\   | 27 |
| ///\\\\\  | 28 |
| ////\\\\\ | 29 |

Au début de la Culture des champs d'urnes, vers 1400 av. J.-C., apparurent en Europe centrale une série de faucilles votives en bronze, portant des marques qui sont maintenant interprétées comme un système de numération.

## Historique
En 1946 fut découvert à Frankleben, dans la région de Mersebourg-Querfurt, en Saxe-Anhalt, en Allemagne, un site archéologique comportant plus de 250 faucilles en bronze datées entre 1400 et 1250 av. J.-C. Cette découverte s'ajouta à la série de vestiges de la culture des champs d'urnes trouvés dans la zone de la Saale. Les faucilles ne montrent pas de signe d'usure, si bien qu'on pense qu'elles furent fabriquées et enterrées à des fins rituelles.
Sur les faucilles une série de marques positionnées de deux façons attirèrent l’attention : des traits simples près du lieu où devrait se situer la poignée et des signes plus complexes à l'angle de la lame et de la base. Les traits simples ont été interprétés comme un système de numération.
D'autres objets présentant ces marques ont depuis été découverts, comme le sceau de Ruthen (Âge du bronze final), qui présente le signe ////\\\\\, et le vase de Coswig (entre 1200 et 1000 av. J.-C.), qui présente également le signe ////\\\\\ accompagné d'autres symboles. Dans le cas du vase de Coswig, l'impression qui ressort de l’étude de l'objet est que c'est une main entrainée qui a inscrit les signes sur la glaise.

## Description
Le système de numération découvert est un système quinaire, un système en base cinq. Les unités sont écrites par des traits inclinés du bas vers le haut dans le sens gauche-droite : /. Les groupes de cinq unités sont notés avec une barre allant du haut vers le bas dans le sens gauche-droite : \. Les numéros de 1 (/) à 29 (////\\\\\) ont été déchiffrés.
Ces marques en relief, uniques sur des objets de l'Âge du bronze, ont été initiées sur les moules et non sur les objets finis. Les marques sur les moules en argile ont été faites parfois à la main, parfois avec des sceaux. Les signes de correction indiquent un objectif précis et une planification. Ce système de barres rappelle l'écriture cunéiforme de Mésopotamie.

## Interprétation
On pense que les sociétés anciennes suivaient à la fois le cycle lunaire et le cycle agricole lié au soleil, tout comme notre calendrier moderne qui comporte des mois et des années. Le signe sur le sceau de Ruthen et sur le vase de Coswig, 29 = ////\\\\\, a été interprété comme un symbole du cycle lunaire. Le fait que seuls les chiffres 1 à 29 aient été découverts, alors que le système permet d'écrire en théorie n'importe quel nombre, a été lié au cycle lunaire de 29,5 jours. Les cultures qui utilisent un calendrier lunaire choisissent habituellement 29 ou 30 jours pour définir un mois et corrigent le décalage annuel de diverses manières. Chacune des marques pourrait représenter un jour du cycle lunaire.
Le fait que la faucille ressemble à une lune croissante semble important. Cela pourrait expliquer la place de ces objets dans la culture des champs d'urnes.

## Autres signes
D'autres signes apparaissant sur les faucilles n'ont pas encore été décryptés. Certains de ces signes se regroupent par groupes de 1 à 4. Ils représentent peut-être la suite de la numération en base cinq.
| 56 | 57 | 55 | 53 | 52 | 54 | 44 | ● 58    |
| 66 | 67 |    | 63 | 62 | 64 |    | ●● 68   |
| 76 | 77 |    | 73 | 72 | 74 |    | ●●● 78  |
| 86 | 87 | 85 |    | 82 | 84 |    | ●●●● 88 |

Enfin certains signes ne sont inclus dans aucun ensemble :
| 16 | 22 | 25 | 26 | 33 | 36 | 42 | 43 | 69 |

Les symboles 22, 25, 33, 36, 43, 69 et 24, 52, 53, 54, 56, 62, 63, 64, 66, 73, 74, 84, 86 apparaissent à la base des faucilles. Les symboles 16, 26, 42 et 44, 52, 54, 55, 57, 58, 62, 64, 67, 68, 72, 74, 77, 78, 82, 84, 85, 87, 88 apparaissent à l'angle des faucilles. Les symboles 52, 54, 62, 64, 74, 84 apparaissent aux deux endroits.

## Hypothèse des runes
Il existe peut-être une relation entre cette écriture et les runes germaniques, du fait de leur proximité géographique et pour leur caractère agricole et lunaire.
| Symbole | Rune | Equivalence | Significations  |
| 22      | ᛃ    | jera        | année           |
| 69      | ᛜ    | ingwaz      | dieux           |
| 36      | ᚷ    | gebô        | cadeau, présent |